# Auger de Balben
Auger de Balben, Oger de Balben u Otteger de Balben fue un monje francés del siglo XII nacido en el Delfinado, en Risoul. Sirvió como tercer   Gran maestre de la Orden de Malta.
En 1160, habría participado en el Sínodo de Nazaret siendo proclamado Gran Maestre por el papa Alejandro III en contra del antipapa Víctor IV.
Tras la muerte del rey Balduino III en 1162, logró diplomáticamente evitar una guerra civil  al ascender Amalarico I.
Como Gran Maestro Hospitalario tiene el mérito de establecer nuevas sedes de la orden en España.